# Ally Sheedy
Alexandra Elizabeth "Ally" Sheedy (New York, 13 juni 1962) is een Amerikaans actrice die gerekend wordt tot een groep acteurs die bekendstond als het Brat Pack. Ze werd verschillende keren genomineerd voor een Saturn Award, maar daarentegen ook meer dan eens voor een Razzie Award.

## Biografie

### Jeugdjaren
Sheedy werd geboren als zus van Patrick en Meghan en dochter van schrijfster en feminist Charlotte en reclamemaker John J. Sheedy, Jr. Haar ouders scheidden in 1971.
Sheedy ging naar school op de Columbia Grammar & Preparatory School en haalde er haar diploma in 1980. Al op 6-jarige leeftijd begon ze met dansen aan het American Ballet Theatre en wilde er zelfs haar carrière van maken. Ze kreeg echter  anorexia en besloot een carrière als actrice na te streven. Daarnaast schreef ze op 12-jarige leeftijd het kinderboek She Was Nice to Mice en verscheen ze in 1975 in de spelshow To Tell the Truth.

### Carrière
Sheedy begon als tiener in lokale theaterproducties. Nadat ze in 1981 in enkele televisiefilms speelde en verscheen in drie afleveringen van Hill Street Blues, maakte ze in 1983 haar filmdebuut met een bijrol in Bad Boys.
Ze kreeg al snel hoofdrollen in memorabele films. Zo was ze naast Matthew Broderick te zien in WarGames (1983) en kreeg ze de rol van eenling Allison Reynolds in de tienerfilm The Breakfast Club (1985). Verder had ze rollen in St. Elmo's Fire (1985), Short Circuit (1986) en Short Circuit 2 (1988).
In de jaren 90 was Sheedy voornamelijk in televisiefilms en B-films te zien. Ook was ze in 1999 te zien in het off-Broadway toneelstuk Hedwig and the Angry Inch. Hierin speelde ze een transseksueel. Dit duurde echter niet lang, aangezien ze haar participatie beëindigde na negatieve kritieken.
Tegenwoordig vervult Sheedy voornamelijk bijrollen in films en heeft ze gastrollen in series als CSI: Crime Scene Investigation.

### Privéleven
Sheedy leed aan anorexia en werd er voor behandeld. In de jaren 90 werd ze in een kliniek behandeld voor een verslaving aan slaappillen.
Voordat ze trouwde, ging Sheedy uit met onder andere acteur Eric Stoltz en gitarist Richie Sambora. Op 10 oktober 1992 trad ze in het huwelijk met David Lansbury, de neef van Angela Lansbury. In 1994 beviel ze van dochter Rebecca.